# 242 Kriemhild
242 Kriemhild är en asteroid i huvudbältet som upptäcktes den 22 september 1884 av den österrikiske astronomen Johann Palisa. Den fick senare namn efter Gudrun Gjukadotter, i Völsungasagan  dotter till Gjuke och maka till Sigurd Fafnesbane. I sången Nibelungenlied går hon under namnet Krimhild av Burgund.
Kriemhilds senaste periheliepassage skedde den 14 juli 2021. Dess rotationstid har beräknats till 4,55 timmar. Asteroiden har uppmätts till diametern 38,90 kilometer.